# Kazimierz Jagiełło
Kazimierz Jagiełło, znany także jako Casimir Jagiello (ur. 28 lipca 1955) – polski piłkarz i trener piłkarski.

## Życiorys
Jako piłkarz występował w drużynach z drugiej i trzeciej ligi. Karierę rozpoczynał w Dębie Dębno, następnie grał w AZS AWF Warszawa, Rakowie Częstochowa i Concordii Piotrków Trybunalski. W tym okresie skończył studia na AWF w Warszawie w specjalizacji: piłka nożna.
W 1983 roku wyjechał do Francji. W 1985 roku podjął pracę trenera w trzecioligowym Royal Francs Borains, którego właścicielem był Belg polskiego pochodzenia, Jan Zarzecki. W sezonie 1985/1986 jego drużyna dotarła do półfinału Pucharu Belgii. W latach 1986–1988 był trenerem Royale Union Saint-Gilloise. Ponadto w latach 1987–1988 był skautem w KV Mechelen, a do jego obowiązków należało ocenianie potencjalnych zawodników. Następnie prowadził zespoły z niższych lig belgijskich: RAA Louviéroise, Francs Borains, Royale Union Jemappes-Flénu, RFC Tournai, KSK Ronse, RC Couillet, White Star Woluwe, CS Visé, URS Centre i FC Charleloi. W wywiadzie z 2011 roku twierdził, że w karierze trenerskiej sześciokrotnie awansował do wyższej ligi. W październiku 2011 roku objął stanowisko kierownika sportowego Polonii Warszawa, które piastował do stycznia 2012 roku.
W 2019 roku został dyrektorem sportowym gwinejskiego drugoligowego klubu Milo FC. Funkcję tę pełnił do połowy 2022 roku. Następnie podjął pracę na identycznym stanowisku w Hafia FC. 21 listopada 2022 roku został trenerem tego klubu. Jego debiut trenerski w klubie przypadł dwa dni później, kiedy to Hafia FC ograła 3:2 AS Ashanti Golden Boys. W sezonie 2022/2023 prowadzona przez niego drużyna zdobyła mistrzostwo Gwinei. W 2023/2024 Hafia FC zdobyła wicemistrzostwo kraju. Odszedł z klubu pod koniec sierpnia 2024 roku, po przegranym dwumeczu z Étoile Filante Wagadugu w ramach Afrykańskiego Pucharu Konfederacji.

## Sukcesy

### Hafia FC
- Mistrzostwo Gwinei: 2022/2023